# Francis Kruse
Francis Kruse (ur. 1854 w Kolonii, zm. 1930 w Bad Godesberg) – prezydent Regencji w Bydgoszczy w latach 1901–1903, prezydent Regencji w Minden w latach 1903–1909, prezydent Regencji w Düsseldorf w latach 1909–1919.

## Życiorys
Urodził się 28 maja 1854 r. w Kolonii. Był synem Heinricha, redaktora naczelnego miejscowej gazety, poety i pisarza oraz Louise z domu Menckhoff. 
Uczęszczał do kolońskiego gimnazjum Fryderyka Wilhelma, w którym w 1872 złożył egzamin dojrzałości. Wówczas rodzina przeniosła się do Berlina, gdzie jego ojciec objął kierownictwo berlińskiej redakcji Kölnische Zeitung. 
Francis Kruse studiował prawo na uniwersytecie w Berlinie. Potem odbył kilkumiesięczną podróż naukową do Włoch, a po powrocie kontynuował studia prawnicze, kolejno na uniwersytecie w Heidelbergu, Lipsku i Getyndze, gdzie został promowany, uzyskując stopień naukowy doktora. Krótki staż zawodowy odbył w Sądzie Powiatowym w Rheinsbergu. 
W 1876 jako referendariusz został zatrudniony w Miejskim i Kameralnym Sądzie w Berlinie. Po uzyskaniu tytułu asesora w 1881 r. opuścił sądownictwo i przeszedł do administracji. Od 1882 pracował w Urzędzie Podatków Bezpośrednich w Berlinie, w 1883 r. mianowano go landratem w Altenie. W 1891 przeszedł do pracy w pruskim ministerstwie spraw wewnętrznych. W 1896 został mianowany wyższym radcą regencyjnym i doradcą ministra Hansa von Hammersteina. 
14 września 1901 został mianowany prezydentem Regencji w Bydgoszczy. Na stanowisku tym pozostał półtora roku, po czym 1 kwietnia 1903 przeniesiono go na równorzędne stanowisko do Minden. Tamtejszą regencją kierował do 1909 r. Ostatnim etapem jego działalności urzędniczej było stanowisko prezydenta Regencji w Düsseldorfie (1909–1919). Był to awans ze względu na znaczenie gospodarcze Nadrenii. Szczególną jego zasługą był rozwój budownictwa mieszkaniowego oraz zelektryfikowanie większej części administrowanego okręgu. 
Po klęsce Niemiec w I wojnie światowej i upadku cesarstwa, podjął decyzję o odejściu z administracji państwowej. Jako zdeklarowany monarchista nie tolerował rzeczywistości państwowej Republiki Weimarskiej. Przeniósł się do Bad Godesberg i zamieszkał w swojej willi, gdzie zmarł 12 kwietnia 1930 r. 
Od 1881 był żonaty z Margarete z domu Zander, córką fabrykanta papieru z Bergisch Gladbach. Miał ośmioro dzieci (dwóch synów i sześć córek).

## Prezydent Regencji w Bydgoszczy
Urząd prezydenta Regencji w Bydgoszczy objął 24 września 1901 r. Jako urzędnik łączył w sobie liberalizm z pruską wiernością i lojalnością wobec monarchii, które objawiały się tolerowaniem jednych zjawisk i rygorystycznym przeciwdziałaniem innym. Jego postępowanie wpływało uspokajająco w przypadkach dość licznych konfliktów na tle narodowościowym. 
Nie był zwolennikiem Hakaty, uważając że jej działalność przynosiła bydgoskiemu okręgowi regencyjnemu więcej szkód niż pożytku. Jego głównym zamierzeniem był rozwój społeczno-kulturalny Bydgoszczy oraz regionu, przez ściślejsze jego powiązanie z resztą Niemiec przeżywających wówczas niezwykły rozkwit kulturalny. Spektakularnym dowodem jego preferencji był dar księgozbioru prywatnego jego ojca dla nowo tworzonej Biblioteki Miejskiej w Bydgoszczy. W darze znalazło się blisko 3 tys. tomów, w tym wiele starych i rzadkich dzieł, opatrzonych dedykacjami. 
Wspierał także rozwój organizacji sportowych, np. był członkiem honorowym Klubu Wioślarskiego „Frithjof”. Na stanowisku prezydenta Regencji w Bydgoszczy pozostał do 1 kwietnia 1903 r., kiedy przeniesiono go na równorzędne stanowisko do Minden. 